# Julesee
Der Julesee ist ein kleiner künstlicher, abflussloser See im Kreis Schleswig-Flensburg im deutschen Bundesland Schleswig-Holstein in der Gemeinde Oeversee und nahe der Düne am Treßsee. Er entstand Mitte der 1990er Jahre in einer natürlichen Senke durch die Entfernung eines Drainagerohres im Rahmen von Naturschutzmaßnahmen.

## Name
Der mittlerweile amtlich eingetragene Name wurde durch den Leiter des Fachbereichs Kreisentwicklung, Bauen und Umwelt des Kreises Schleswig-Flensburg, Thorsten Roos geprägt. Er benannte den See zunächst familienintern nach seiner Tochter Jule bis sich der Name schließlich u. a. durch die Medien verselbständigte.

## Schutzstatus
Der See ist Teil des bis zu 20 km² großen Naturschutzprojektes Obere Treenelandschaft. In unmittelbarer Nähe südöstlich des Sees liegt das Naturschutzgebiet Düne am Treßsee. Der See ist Teil des FFH-Gebietes Treene Winderatter See bis Friedrichstadt und Bollingstedter Au.